# Milano-Sanremo 1941
La Milano-Sanremo 1941, trentaquattresima edizione della corsa, si svolse il 19 marzo 1941 su un percorso di 281,5 km con partenza a Milano e arrivo a Sanremo. Fu vinta dall'italiano Pierino Favalli, giunto al traguardo con il tempo di 7h46'25", alla media di 36,212 km/h, precedendo per distacco i connazionali Mario Ricci e Pierino Favalli. Conclusero la prova, organizzata come di consueto dalla Gazzetta dello Sport, 48 dei 69 ciclisti al via.

## Percorso
Partita da Chiesa Rossa, alla periferia sud di Milano, la corsa si avviò come di consueto verso il mare transitando nell'ordine da Binasco, Pavia (km 28,8), Casteggio (km 49,8), Voghera (km 59,8), Tortona (km 76,4), Novi Ligure (km 94,1), Ovada (km 117,9), Masone e superando il Passo del Turchino (532 m s.l.m., vetta al km 142,8). Dopo la discesa il percorso proseguì attraversando Voltri (km 154,9), Arenzano, Cogoleto, i Piani d'Invrea, Varazze, Savona (km 184,7), Spotorno, Noli, Finale Ligure (km 209,5), Loano (km 218,5), Albenga, Alassio (km 235,4), Capo Mele, Capo Cervo, Capo Berta, Imperia Ponente (km 260,1) e Riva Santo Stefano (km 272,3), per concludersi a Sanremo dopo 281,5 km.

## Squadre e corridori partecipanti
Parteciparono alla prova 69 ciclisti (su 83 iscritti), in parte come "non accasati" in parte come tesserati per nove squadre d'industria: la Legnano, la Bianchi, la Frejus, la Gloria, l'Aquilano, l'Olympia, la Dei, la Viscontea e la Gerbi. Come principali favoriti per la vittoria finale venivano indicati gli "assi" della Legnano Gino Bartali e Fausto Coppi e quelli della Bianchi Olimpio Bizzi e Cino Cinelli.

## Resoconto degli eventi
La prova visse il momento decisivo nel primo terzo di corsa, quando a quattro fuggitivi usciti dal gruppo a Tortona (Primo Zuccotti, Giuseppe Biondi, Spirito Godio e Mario Ricci) presso Basaluzzo se ne aggiunsero altri otto (Pierino Favalli, Gino Fondi, Domenico Pedevilla, Mario De Benedetti, Giuseppe Magni, Aimone Landi, Luigi Cafferata e Giovanni Corrieri), a formare una fuga a dodici. Sull'ascesa al Turchino il gruppetto "esplose", e in vetta il primo a passare fu Pedevilla, tallonato da Ricci, Favalli e Cafferata; imboccata la discesa, a Voltri transitarono per primi in quattro: Ricci, De Benedetti, Pedevilla e Favalli, con il gruppo inseguitore distaccato (distacco rilevato a Cogoleto) di 3'50". Nel tratto di costa Favalli staccò via via i compagni di fuga, resistendo al rientro degli inseguitori e giungendo solo al traguardo di Sanremo. Secondo si classificò Ricci (miglior indipendente, e anch'egli in fuga dal mattino), terzo a oltre cinque minuti Pietro Chiappini davanti a Fiorenzo Magni, De Benedetti, Giordano Cottur e Pedevilla; furono 48 i ciclisti a chiudere la prova.

## Ordine d'arrivo (Top 10)
| Pos. | Corridore          | Squadra      | Tempo    |
| ---- | ------------------ | ------------ | -------- |
| 1    | Pierino Favalli    | Legnano      | 7h46'25" |
| 2    | Mario Ricci        | Legnano      | a 1'39"  |
| 3    | Pietro Chiappini   | Olympia      | a 5'37"  |
| 4    | Fiorenzo Magni     | Bianchi      | s.t.     |
| 5    | Mario De Benedetti | Legnano      | s.t.     |
| 6    | Giordano Cottur    | Viscontea    | s.t.     |
| 7    | Domenico Pedevilla | Ars. Spezia  | s.t.     |
| 8    | Giuseppe Magni     | Dop. Vismara | a 8'25"  |
| 9    | Enrico Mollo       | Olympia      | a 8'29"  |
| 10   | Fausto Coppi       | Legnano      | a 11'07" |